# Volksschule
Volksschule bezeichnet in Österreich die Schulen, die Kinder der 1. Schulstufe (Vorschule oder 1. Klasse) bis 4. Klasse besuchen. Grundschule wird sie in Deutschland genannt. In der Schweiz gibt es den elf Jahre dauernden obligatorischen und von den Kantonen angebotenen Schulunterricht auf den Ebenen der Primarstufe und Sekundarstufe I. Er beginnt ab dem vierten Altersjahr mit zwei Jahren Kindergarten.
In Deutschland bezeichnete die Volksschule eine historische Schulform, in der man nach acht Schuljahren den Volksschulabschluss erwarb. Je nach Bundesland gibt es seit den 1960er bis 1970er Jahren mit dem Hauptschulabschluss (Berufsbildungsreife) nach neun Jahren eine vergleichbare Ausbildung. Sofern der Begriff Volksschule heute in Deutschland bundeslandspezifisch verwendet wird, beinhaltet er Grund- und Hauptschule in einer Schulanlage.
Der Begriff Volksschule ist historisch mit dem Gedanken einer Bildungseinrichtung für das Volk und mit der Einführung einer Schulpflicht verbunden. Mit Volk war dabei die einfache Bevölkerung gegenüber den gehobenen Ständen oder Bevölkerungsklassen gemeint. Im Laufe der Zeit verschob sich die Bedeutung aber hin zu einer Mindestausbildung, die jeder eines Volkes haben muss.

## Deutschland

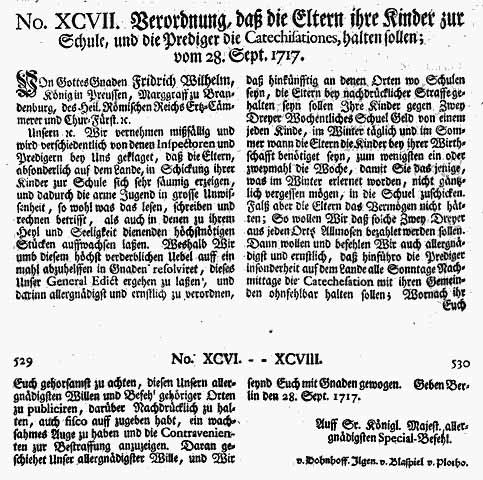
Königliche Verordnung zur Einführung der Allgemeinen Schulpflicht in Preußen, 1717

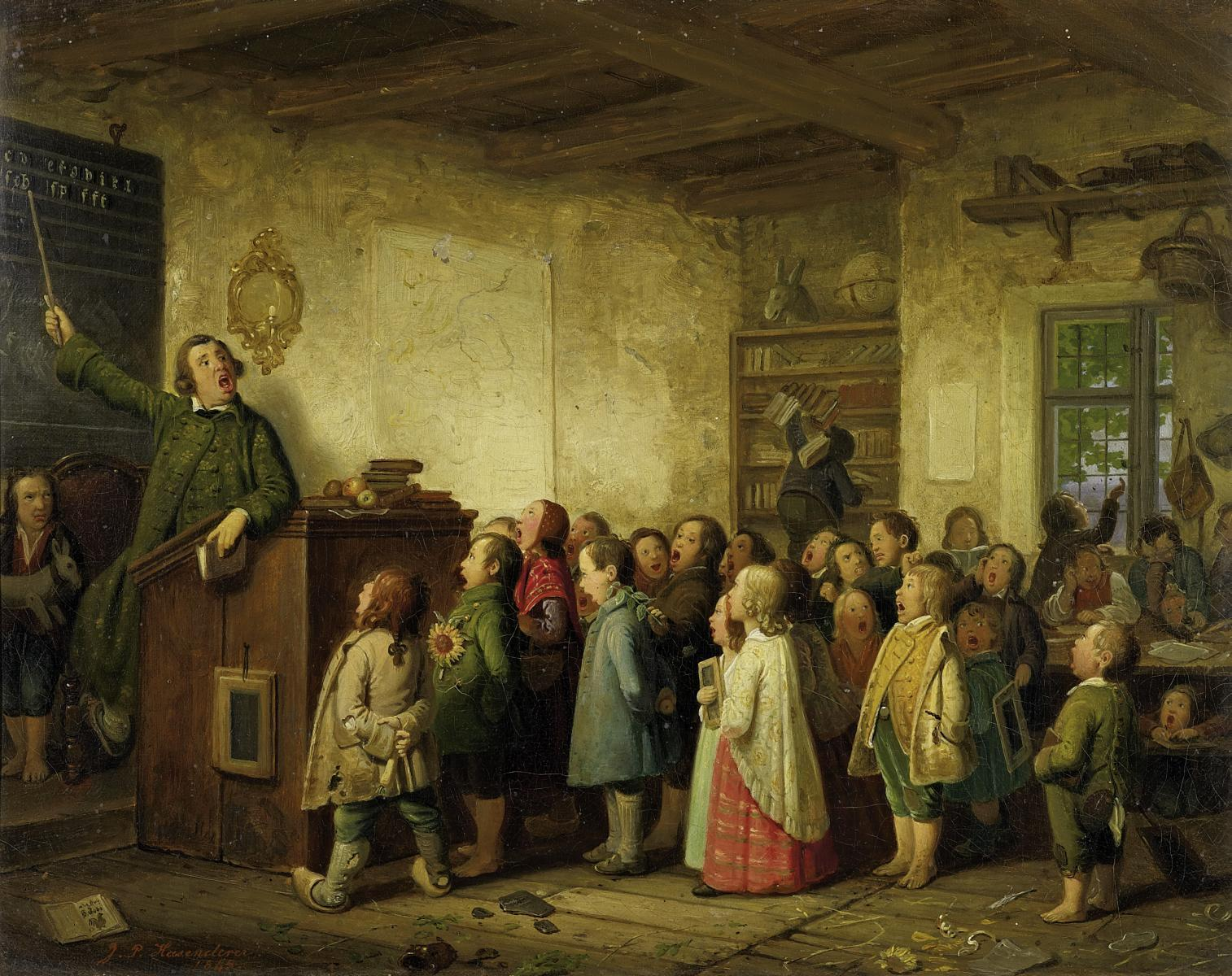
Jobs als Schulmeister, Gemälde von Johann Peter Hasenclever, 1845: ironische Darstellung des Unterrichts in einer preußischen Dorfschule des 19. Jahrhunderts

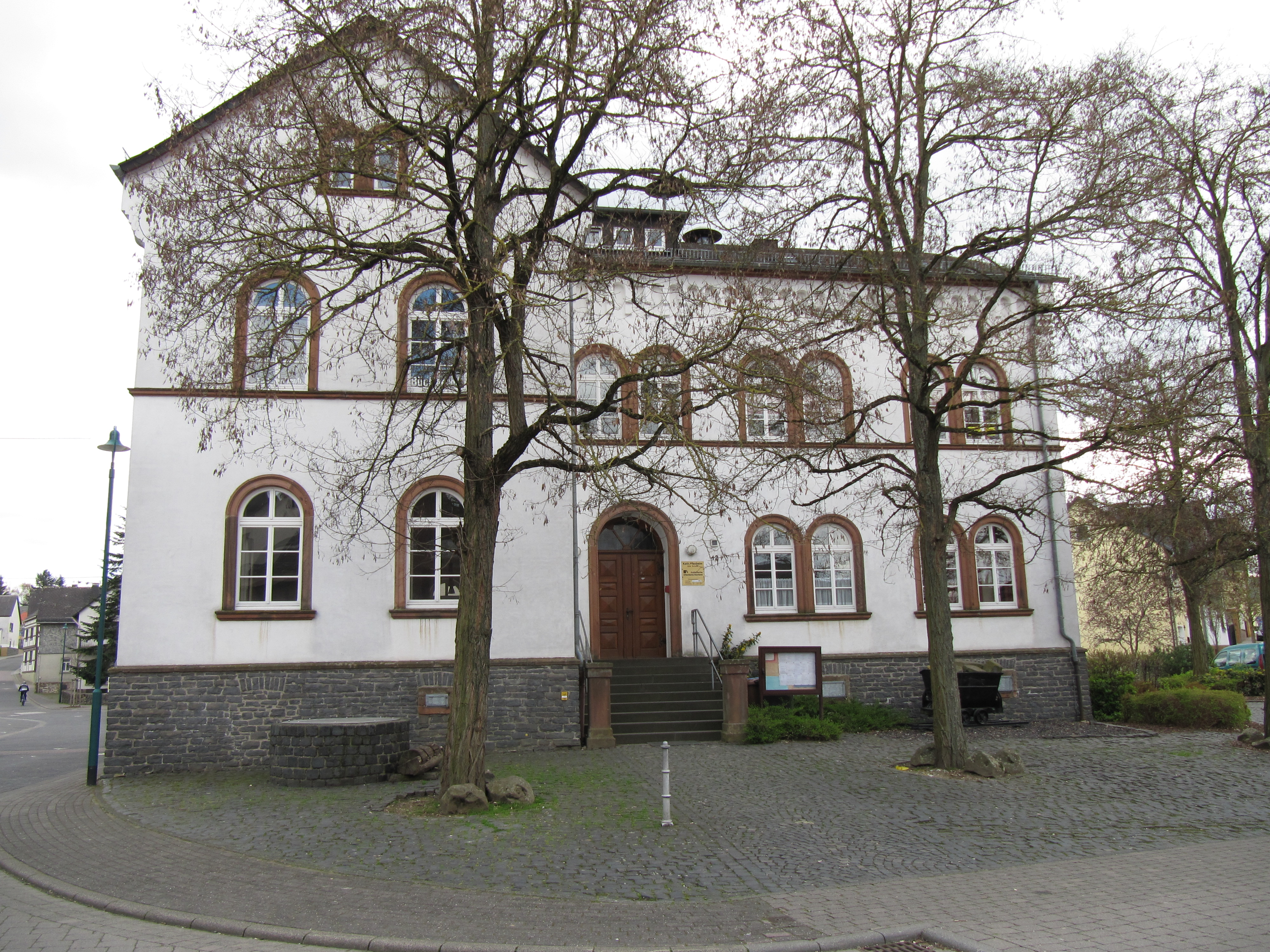
Hessisches Volksschulgebäude aus den 1870er Jahren

### Historische Grundlagen
Die Volksschule beruht in ihrem historischen Ursprung auf der Pflicht zur Unterweisung künftiger Kleriker in den Grundlagen des christlichen Glaubens, wie sie 1215 auf dem Vierten Laterankonzil formuliert wurde. Die Umsetzung dieser Vorgabe erfolgte in Deutschland ganz unterschiedlich, besonders intensiv aber nach der Reformation. Die Reformatoren erließen während der Visitationen Kirchenordnungen, die die Einrichtung von Schulen vorsahen. Die katholischen Gebiete zogen bald nach. Im 17. Jahrhundert begannen auch die weltlichen Herrscher, sich für die Elementarbildung ihrer Untertanen zu interessieren. Eine wichtige Rolle spielten hierbei der Pietismus mit seinem Bildungsoptimismus sowie die Aufklärung. Besonders fortgeschrittene Volksschulen bestanden im Kurfürstentum Sachsen, während die nichtdeutschen Gebiete des Königreich Preußen nur wenige Schulen hatten. Der Begriff Volksschule kam um 1800 auf. Noch lange Zeit waren die Volksschulen Einrichtungen der Kirchengemeinden. Die Ablösung von der Kirche fand erst im 20. Jahrhundert ihren Abschluss.
In bildungshistorischen Darstellungen zu Deutschland beschränkt man sich meist auf eine Behandlung der Verhältnisse in Preußen, was die Darstellung jedoch verzerrt. Als ein wichtiger Förderer des Volksschulwesens in deutschen Ländern gilt der preußische König Friedrich Wilhelm I. 1717 erließ er das Edikt zur allgemeinen Schulpflicht. Er bestimmte, dass Kinder von fünf bis zwölf Jahren in die Schule gehen und erst entlassen werden sollten, wenn sie lesen und schreiben konnten. Ebenso musste der Katechismus auswendig gelernt werden.
Friedrich II. von Preußen reformierte das Schulwesen. Die Dauer der Schulzeit wurde im Königlich-Preußischen Generallandschulreglement vom 12. August 1763 auf acht Jahre festgelegt. Das Generallandschulreglement, das der Theologe Johann Julius Hecker maßgeblich vorbereitet hatte, bildete die Grundlage für die Entwicklung des preußischen Volksschulwesens.
Schreib- und Leseschulen und die Rechenschulen des Spätmittelalters ebenso wie Küster- und Sonntagsschulen der Reformation bildeten die Vorstufe der Volksschule. Zum ersten Mal erwähnt wird der Begriff Volksschule 1779, sie wurde auch Elementarschule, Grundschule, Landschule, Dorfschule oder Armenschule genannt. Die Schulaufsicht unterstand zu dieser Zeit der Kirche. Sie wurde in der Person des Pfarrers als Schulinspektor wahrgenommen, konnte aber jederzeit von der Kirchenbehörde an sich gezogen werden (z. B. dem Konsistorium, Ordinariat).

### 19. Jahrhundert
Die Volksschule wurde im 19. Jahrhundert als Einheitsschulart für alle eingeführt. Damit sollten die von den Rekrutierungsstellen des Militärs beklagten Gesundheitsmängel als Folge der Kinderarbeit beseitigt sowie die allgemeine Schulpflicht, die Alphabetisierung der Bevölkerung und die Nationalerziehung (Volksschulen als Teil der Nation) durchgesetzt werden. Die Finanzierung lag bei den Gemeinden, alten Stiftungen und dem Staat. Die Schulaufsicht war in den deutschen Ländern unterschiedlich geregelt. Grundsätzlich spielten allerdings die Kirchen eine wesentliche Rolle. So war im Großherzogtum Hessen der Geistliche qua Amt Vorsitzender des Ortsschulvorstandes.
Die Bildungsziele wurden wegen der Kosten und eventuell erzeugter Unzufriedenheit begrenzt. Zum Beispiel sah die wöchentliche Stundentafel in der ersten Hälfte des 19. Jahrhunderts so aus: 12 Stunden Lesen und Schreiben, 6 Stunden Religion, 5 Stunden Rechnen, 3 Stunden Gesang und Kirchenlieder. Die Lehrerausbildung erfolgte in neu gegründeten Lehrerseminaren (zwei Jahre) und für Anwärter ohne Abitur (das war die Regel) an vorgeschalteten Präparandenanstalten (meist drei Jahre), so dass man mit 19 oder 20 Jahren bereits Junglehrer sein konnte. Die Bezahlung der Lehrer war schlecht und führte zu großer Unzufriedenheit. Sie waren im Schulhaus untergebracht.
Die vom Schulrat des Kleinstaates Lübeck, Georg Hermann Schröder, eingeführte Reform des achtklassigen Systems wurde für alle Volksschulen Deutschlands vorbildlich.

### 20. Jahrhundert
In der ersten Hälfte des 20. Jahrhunderts war die öffentliche Volksschule häufig nach Konfession und Geschlecht getrennt. Es gab daneben gesonderte Vorschulen mit einer Grundausbildung als Vorbereitung für den Wechsel in mittlere und höhere Lehranstalten.
Nach dem Ersten Weltkrieg wurde das Schulwesen im Weimarer Schulkompromiss durch die Weimarer Reichsverfassung von 1919 bzw. 1920 mit dem Reichsgrundschulgesetz festgelegt:

„Die Volksschule ist in den vier untersten Jahrgängen als die für alle gemeinsame Grundschule, auf der sich auch das mittlere und höhere Schulwesen aufbaut, einzurichten.“

Gesonderte Vorschulen mussten danach bis 1925 geschlossen sein. Wer die Volksschule nach den ersten vier Jahren nicht verließ, erhielt nach acht Jahren den Volksschulabschluss.
Während der Wirtschaftskrise, die sich an die Inflationszeit (1919–1923) anschloss, entbrannte ein langer Streit innerhalb der Vielparteienlandschaft der Weimarer Republik über ein Reichsschulgesetz 1928; es blieb bei zahllosen Entwürfen. Der Reichstagsabgeordnete Kurt Löwenstein (SPD) forderte daneben eine Verlängerung der Volksschulzeit auf neun oder zehn Jahre, um die Schulabgänger nicht in jugendlichem Alter mit der Massenarbeitslosigkeit zu konfrontieren. Primär sollte der Kirche der Einfluss auf das Schulwesen entzogen werden sowie die damit verbundene Geschlechtertrennung durch Bildung von Gemeinschaftsklassen aufgehoben werden.
Erst unter nationalsozialistischer Regierung erging 1938 ein neues Reichsschulpflichtgesetz.

„Die Volksschulpflicht dauert acht Jahre. […] Zum Besuch der Volksschule sind alle Kinder verpflichtet. … Während der vier ersten Jahrgänge der Volksschule darf anderweitiger Unterricht an Stelle des Besuchs der Volksschule nur ausnahmsweise in besonderen Fällen gestattet werden. Der Übergang zu einer mittleren oder höheren Schule richtet sich nach den hierfür erlassenen besonderen Bestimmungen.“

Mit der nochmaligen Bestätigung der achtjährigen Schulpflicht wurden regionale Abweichungen (Bayern und Württemberg sieben Jahre bzw. Hamburg und Holstein neun Jahre) reichseinheitlich aufgehoben. Die Mittelschule dauerte damals sechs Jahre (5.–10. Schulbesuchsjahr) und die höhere Schule neun Jahre (5.–13. Schulbesuchsjahr; für Jungen bis 1937, für Mädchen bis 1940).
Nach dem Anschluss Österreichs 1938 etablierten die Nationalsozialisten – nach österreichischem Vorbild und parallel zur deutschen Volksschule – eine Hauptschule für begabte Volksschüler. Reichserziehungsminister Bernhard Rust teilte damals der Presse mit, die aus dem alten Österreich stammende Hauptschule würde im ganzen Reich eingeführt und mit den ersten vier Jahren der Mittelschule des Altreichs verbunden.
Die nur vierklassige neue Hauptschule sollte letztlich die sechsjährige Mittelschule verdrängen; sie wurde auch Bürgerschule genannt und bereitete auf handwerkliche Berufe vor. Das Reichsschulpflichtgesetz von 1938 wurde daraufhin am 16. Mai 1941 entscheidend ergänzt. Dem Abschnitt II (Volksschulpflicht) folgte nun der neue Abschnitt III (Hauptschulpflicht):

„Die Volksschulpflicht dauert acht Jahre. … Volksschulpflichtige Kinder, bei denen die für die Aufnahme in die Hauptschule erforderlichen Voraussetzungen vorliegen, sind zum Besuch der Hauptschule verpflichtet.“

Nach Ende des Zweiten Weltkriegs übernahmen die vier Besatzungsmächte die Hoheitsgewalt und entschieden, je nach dem Grad der Zerstörung der Gebäude, über die Durchführung des Schulunterrichts. Die britische Militärregierung übertrug im Januar 1947 die Hoheitsgewalt wieder an deutsche Behörden, lediglich für die amerikanische und französische Besatzungszone (Süddeutschland) war die Kontrollratsdirektive Nr. 54 vom 27. Juni 1947 von Bedeutung.
Die sowjetische Militärregierung führte ab 31. Mai 1946 in der Sowjetischen Besatzungszone ein Einheitsschulsystem ein. Im Gebiet der späteren DDR wurde die Volksschule nach dem Gesetz zur Demokratisierung der deutschen Schule vom Mai/Juni 1946 zu einer achtjährigen allgemeinbildenden Grundschule, an die sich entweder die Berufsschule, oder für ungefähr 15 % der besten Schüler die vierjährige Erweiterte Oberschule anschloss. Außerdem gab es für gute Schüler wahlweise die Möglichkeit, nach der achten Klasse eine zweijährige Mittelschule zu besuchen. Mit Abschluss der Phase des Aufbaus der sozialistischen Schule (1949–1962) trat ab 1959 an Stelle der achtjährigen Grundschule als Einheitsschule die Polytechnische Oberschule, die zehn Klassen umfasste.
Erst mit Gründung der Bundesrepublik Deutschland 1949 (ohne Sowjetische Besatzungszone, SBZ) wurde das Vorkriegsmodell aus Volksschule, Mittelschule und Höherer Schule in Westdeutschland wieder flächendeckend eingeführt. Die strikte Konfessions- und Geschlechtertrennung in der Volksschule wurde erst Anfang der 1960er Jahre durch Bildung erster Gemeinschaftsklassen (Gemeinschaftsschule, im Gegensatz zur Bekenntnisschule) gelockert. Dieser Liberalisierungsprozess dauerte bis zum Beginn der 1970er Jahre. In Niedersachsen und Nordrhein-Westfalen existieren weiterhin konfessionelle Grundschulen.

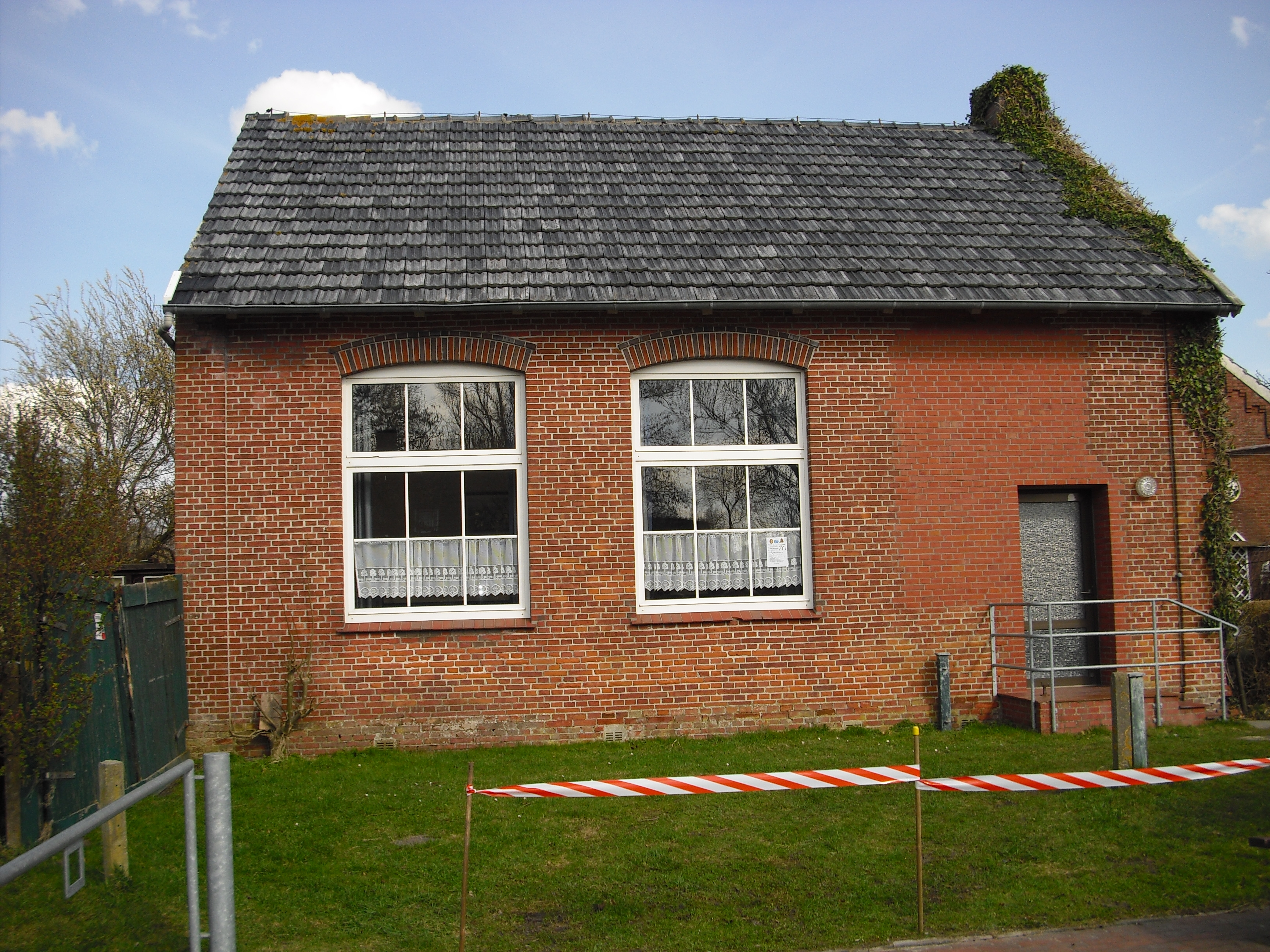
Ehemalige Einraum-Volksschule in Ostermarsch bei Norden

In schwach besiedelten ländlichen Gebieten (z. B. Emsland) waren oft mehrere Klassen (meistens Klasse 1–4 und Klasse 5–8) zu gemeinschaftlichem Unterricht zusammengefasst.
Die folgende Tabelle zeigt die Schülerzahl 1963 in öffentlichen achtklassigen Volksschulen der Bundesrepublik Deutschland:
| Bundesland                      | Volksschüler |
| ------------------------------- | ------------ |
| Schleswig-Holstein              | 224.000      |
| Hamburg                         | 134.000      |
| West-Berlin (nur bis 6. Klasse) | 102.000      |
| Bremen                          | 62.000       |
| Niedersachsen                   | 699.000      |
| Hessen                          | 418.000      |
| Nordrhein-Westfalen             | 1.497.000    |
| Rheinland-Pfalz                 | 386.000      |
| Saarland                        | 130.000      |
| Baden-Württemberg               | 733.000      |
| Bayern                          | 974.000      |

In der Bundesrepublik Deutschland wurden 1964 die bisherigen Volksschulen (acht Schuljahre) aufgrund des Hamburger Abkommens zur Bildungsreform formell aufgelöst. Als Regelschule trat an ihre Stelle die vierjährige Grundschule (in West-Berlin die sechsjährige Grundschule) und eine fünfjährige (Berlin: dreijährige) Hauptschule. Alternativ zur Hauptschule konnten die Schüler nach ihrer Grundschulzeit eine andere weiterführende Schule der dreifach gegliederten Sekundarstufe I besuchen.

Die beschlossene Neuordnung der Schulorganisation verdrängte den Begriff der Volksschule nach und nach auch aus der Gesetzgebung. § 4 Abs. 3 des Hamburger Abkommens gestattete es den Ländern, am Begriff der Volksschule als Einheitsbezeichnung für Grund- und Hauptschule festzuhalten. In dieser Bedeutung definiert heute nur noch die Landesverfassung von Baden-Württemberg die Volksschule. Auch in der bayerischen Verfassung wird die Volksschule noch mehrfach erwähnt, in der Schulgesetzgebung inzwischen jedoch nicht mehr verwendet. Anlass hierfür war die Abschaffung der Hauptschule in Bayern. Mit Wirkung vom 1. August 2012 ist an die Stelle der Hauptschule die Mittelschule (Art. 7a BayEUG) getreten; zugleich wurde die sprachliche Verknüpfung mit der Grundschule über das Wort Volksschule aufgegeben.
Art. 7 Abs. 5 Grundgesetz legt die Voraussetzungen für die Zulassung privater Volksschulen in den Ländern fest; hierauf Bezug nehmend findet die Volksschule im Bremer Privatschulgesetz und im nordrhein-westfälischen Schulgesetz bei den Regelungen über das Genehmigungsverfahren Erwähnung.

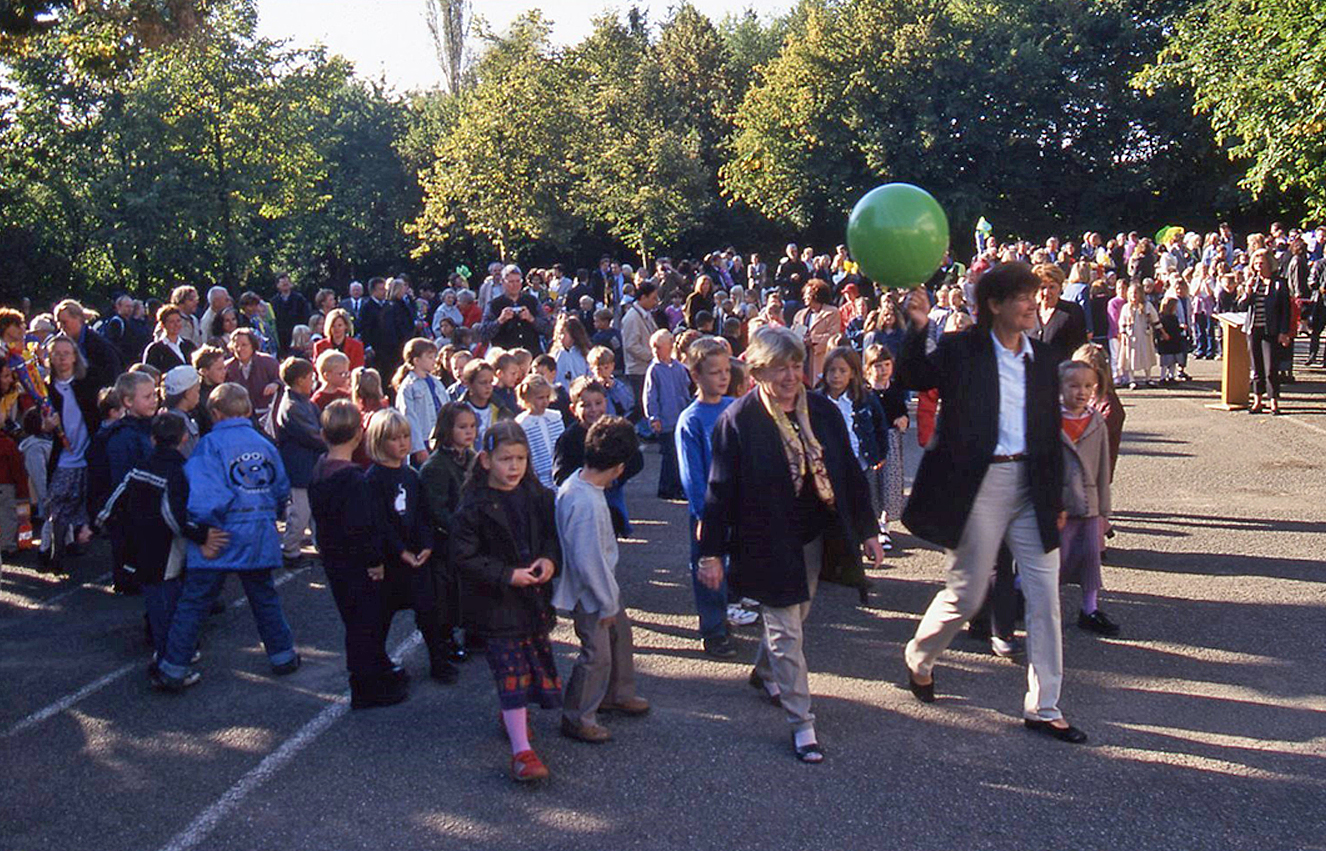
Tag der Einschulung im Schulgarten der städtischen Volksschule an der Grandlstrasse in München am 17. September 2002.

Im Übrigen ist die Volksschule aus den Landesverfassungen verschwunden und auch aus der Schulgesetzgebung der Länder – von einigen Regelungen über die früheren Bezeichnungen der Lehrberechtigung und bezüglich der Lehrerbesoldung abgesehen – gestrichen worden. Bisher wurde die Bezeichnung Volksschule überwiegend in Bayern an Schulen vergeben, bei denen Grundschule und weiterführende Schule (Mittelschule oder Hauptschule) unter einem Dach vereinigt sind. Nach dem ab dem 1. August 2012 geltenden Recht kann auf gemeinsamen Antrag von Schulaufwandsträger und Schule eine Grundschule den Zusatz (Volksschule) führen (Art. 29 Abs. 1 Satz 5 BayEUG). Er bezieht sich dann jedoch nur noch auf die Grundschule.
Nach der Wiedervereinigung 1990 wurde die sechsjährige Grundschule West-Berlins auf das gesamte neue Bundesland Berlin übertragen, das benachbarte ostdeutsche Bundesland Brandenburg führte ebenfalls eine sechsjährige Grundschule ein. 2010 scheiterte per Volksentscheid im Bundesland Hamburg der Versuch zur Einführung einer sechsjährigen Primarschule.

## Österreich
Die Volksschule ist eine allgemeinbildende Pflichtschule. Sie umfasst die Grundschule und eventuell eine Vorschulstufe. Deren Aufgabe es ist, Kinder, die schulpflichtig oder vorzeitig aufgenommen, jedoch nicht schulreif sind, im Hinblick auf die Schulreife zu fördern. In der Grundschule vermittelt die Volksschule eine für alle Schüler gemeinsame Elementarbildung.

### Organisation
Die Grundschule wird in die Grundstufe 1 (Vorschulstufe, 1. und 2. Schulstufe) und in die Grundstufe 2 (3. und 4. Schulstufe) gegliedert. Eine Oberstufe (die die 5. bis 8. Schulstufe umfasst) führt keine der Volksschulen in Österreich mehr, die letzten existierten bis 2017 in Lechleiten und Wattenberg, beide in Tirol. Es gibt unterschiedliche Organisationsformen: einklassige Schulen (wo mehrere Schulstufen in einer Klasse unterrichtet werden = Abteilungsunterricht) und mehrklassige Schulen (jede Schulstufe ist einer eigenen Klasse zugeordnet). Jeder Klasse wird ein Klassenvorstand (= Klassenlehrer) zugewiesen, der im Regelfall alle Pflichtgegenstände unterrichtet, ausgenommen Religionsunterricht und Werkunterricht (textiler Bereich). In Gebieten, in denen sprachliche Minderheiten leben, wird auch zweisprachiger Unterricht durchgeführt. In allen Schulen kann für Kinder mit nichtdeutscher Muttersprache der muttersprachliche Unterricht als unverbindliche Übung (nur mit Anmeldung besuchbar) angeboten werden.
Die Lehrer der öffentlichen Schulen sind Bedienstete des jeweiligen Bundeslandes. Die Schulerhalter Gemeinden sind für die Bereitstellung der Unterrichtsräume (Schulgebäude, Klassen samt erforderlicher Nebenräume und Einrichtung) und die Budgets für organisatorischen Bereiche (z. B. Unterrichts- und Lehrmittel, Schulwarte, Beheizung, Beleuchtung) zuständig. Sind mehrere Gemeinden in einem Schulsprengel zusammengefasst, so schließen sie sich zu einer sogenannten Schulgemeinde zusammen. Schulsprengel sind durch Verordnung des jeweiligen Landes definiert und dies bedeutet, dass alle in einem Pflichtschulsprengel (als ordentlichem Wohnsitz) gemeldeten unterrichtspflichtigen Kinder die im Sprengel befindliche Schule zu besuchen haben. Ausnahmen (= sprengelfremder Schulbesuch) bedürfen einer Genehmigung mittels eines Verfahrens, in dem alle Betroffenen (Erziehungsberechtigte, Gemeinden, Bezirksverwaltung) Anhörungsrecht besitzen.

### Geschichte
Der Begriff Volksschule trat Mitte des 18. Jahrhunderts zuerst in Tirol und dann österreichweit unter Johann Ignaz von Felbiger auf und wurde erst 1840 gesetzlich verankert.
Vor Einführung der Hauptschule umfasste die Volksschule in Stadt und Land die Volksschule mit (1. bis 8. Schulstufe) und die Oberstufe der Volksschule (5. bis 8. Jahrgangsstufe), insgesamt acht Schulstufen. Nach dem Zweiten Weltkrieg wurde die Oberstufe von der 1928 an Stelle der städtischen Bürgerschulen eingeführten Hauptschule auch durch Sprengelhauptschulen an zentralen Orten mit 1. und 2. Klassenzug zur Erfüllung der Schulpflicht für Kinder aus Landgemeinden mittels kostenloser Schülerbeförderung möglich gemacht.
Nach der vierten Schulstufe der Volksschule besteht die Wahlmöglichkeit zum Besuch der Hauptschule (Mittelschule) oder der Unterstufe des Gymnasiums (dafür ist in den Hauptfächern eine Beurteilung mit Gut oder Sehr gut erforderlich).

## Schweiz
In der Schweiz umfasst die Volksschule traditionellerweise die Primarschule sowie die Sekundarstufe I (Sekundar- bzw. Realschule), insgesamt je nach Kanton 9 obligatorische Schuljahre. Sie wird in der Regel von den Gemeinden angeboten. Mit der Interkantonalen Vereinbarung über die Harmonisierung der obligatorischen Schule vom 14. Juni 2007 (HarmoS-Konkordat) werden die kantonalen Schulsysteme harmonisiert. In den Kantonen, die dieser Vereinbarung beigetreten sind, umfasst die Primarstufe neu sowohl die Eingangsstufe oder den Kindergarten wie auch die Primarschule, total acht Jahre. Die Sekundarstufe I schließt an die Primarstufe an und dauert in der Regel drei Jahre. Die Sekundarstufe I umfasst Schultypen mit Grund- und mit erweiterten Ansprüchen. Darüber hinaus gehören auch die verschiedenen Sonderschulen zur Volksschule. – Nicht zur Volksschule gehören das Untergymnasium, obwohl es Teil der Sekundarstufe I ist, sowie die allgemeinbildenden und die berufsbildenden Schulen der Sekundarstufe II.